# Lijst van voetbalinterlands Anguilla - Barbados
Deze lijst van voetbalinterlands is een overzicht van alle officiële voetbalwedstrijden tussen de nationale teams van Anguilla en Barbados. De landen speelden tot op heden twee keer tegen elkaar. De eerste ontmoeting, een kwalificatiewedstrijd voor de Caribbean Cup 2007, werd gespeeld in Saint John's (Antigua en Barbuda) op 24 september 2006. Het laatste duel, een kwalificatiewedstrijd voor het Wereldkampioenschap voetbal 2022, vond plaats op 30 maart 2021 in Santo Domingo (Dominicaanse Republiek).

## Wedstrijden
| № | Plaats        | Datum             | Competitie                      | Wedstrijd           | Uitslag |
| - | ------------- | ----------------- | ------------------------------- | ------------------- | ------- |
| 1 | Saint John's  | 24 september 2006 | Caribbean Cup 2007 kwalificatie | Barbados − Anguilla | 7 − 1   |
| 2 | Santo Domingo | 30 maart 2021     | WK 2022 kwalificatie            | Barbados − Anguilla | 1 − 0   |

## Samenvatting
| Competitie                 | Totaal gespeeld | Winst Anguilla | Gelijk | Winst Barbados | Doelsaldo Anguilla – Barbados |
| -------------------------- | --------------- | -------------- | ------ | -------------- | ----------------------------- |
| WK-kwalificatie            | 1               | 0              | 0      | 1              | 0 − 1                         |
| Caribbean Cup-kwalificatie | 1               | 0              | 0      | 1              | 1 − 7                         |
| Totaal                     | 2               | 0              | 0      | 2              | 1 − 8                         |

Wedstrijden bepaald door strafschoppen worden, in lijn met de FIFA, als een gelijkspel gerekend.